# スーパーヒーロー作戦 ダイダルの野望
『スーパーヒーロー作戦 ダイダルの野望』は、2000年11月22日にバンプレストから発売されたコンピュータRPG。

## 概要
SDにディフォルメされたロボットアニメや特撮作品のキャラクターが戦うクロスオーバー作品「コンパチヒーローシリーズ」の1つ。プレイステーション用ソフトとして発売された特撮ヒーローRPG『スーパーヒーロー作戦』の続編として、2000年11月22日に発売された。続編といってもストーリーに繋がりはなく、主に新規に登場したキャラクターがストーリーの軸となっている。
ウルトラマン、仮面ライダー、宇宙刑事、キカイダーなどのさまざまなヒーローが活躍する。今作は実写作品に絞り、前作に登場したガンダムシリーズやバンプレストオリジナルのロボットは登場しない。

## あらすじ
宇宙刑事が参加する「ウルトラマンガイア」以外のストーリーは原作をベースに第○話といったエピソード単位で進行する。その他、一定の条件を満たすことで発生する「フリーシナリオ(番外編)」が用意されている。ゲームオリジナルの敵「ダイダル」から地球を守るための戦いとなる。

### ウルトラマンガイアの章
ほぼ『ウルトラマンガイア』のストーリーに沿って進む。ギャバンが序盤から仲間になり宇宙犯罪組織とも戦うことになるが、宇宙刑事シリーズの原作を元にしたストーリーはない。最終的にはガイアとアグルでゾグを倒すと終了である。基本的にはエリアルベースの司令室に行くことによってシナリオが進行する。なお、この時点では仲間の数が少ないうえに一定しないためか、NPCであるXIGファイターやスティンガー、怪獣による援護射撃が度々行われる。

### 仮面ライダーの章
ガイア編の一年後で、本郷が仮面ライダーになったところから始まる。以後、ショッカー編、デストロン編、ゴルゴム編の順に各ライダーの主要エピソードをこなしながら、最後はゴルゴムを壊滅させると終了。基本的には喫茶アミーゴに行くことによってシナリオが進行する。ある一定のタイミングで、とある街を訪れると『星雲仮面マシンマン』を元にしたサブシナリオが展開される。

### キカイダーの章
『キカイダー01』と『イナズマン』のストーリーが同時進行する。ハカイダー部隊が新人類帝国の傘下という形で物語が展開される。終盤ではライダーも合流し、最後は新人類帝国の最終兵器ジャイアントデビルを破壊すると終了。

### 帝国決戦の章
昭和ウルトラマン編
非常に短いが、ウルトラマン達を軸として進む小編。
ダイダルゲート破壊編
数々のヒーローが集結してダイダル帝国を壊滅させるべく戦う章。ダイダルゲートとはダイダル帝国がこの世界に兵力を送り込むために作った、オブジェのような形をした物体。基本はガイアエリア、ライダーエリア、キカイダーエリアに点在するダイダルゲートを破壊するのが目的。その中で、昭和ウルトラマン、ライダー、キカイダー、宇宙刑事が各敵と決着をつけるシナリオや、昭和ウルトラマンとバルタン星人の特別シナリオが盛り込まれている。最終的にはダイダスを倒すと終了となる。

## 登場作品
- ウルトラマン
- ウルトラセブン
- 帰ってきたウルトラマン
- ウルトラマンガイア
- 仮面ライダー
- 仮面ライダーV3
- 仮面ライダーBLACK
- 仮面ライダーBLACK RX
- 人造人間キカイダー
- キカイダー01
- イナズマン
- 宇宙刑事ギャバン
- 宇宙刑事シャリバン
- 宇宙刑事シャイダー
- 快傑ズバット
- 星雲仮面マシンマン

ユーザーの世代ごとに、10代には『ウルトラマンガイア』、20代には『仮面ライダーBLACK』・宇宙刑事シリーズ・『星雲仮面マシンマン』、30代には『仮面ライダー』・『ウルトラマン』・『人造人間キカイダー』が選ばれている。

## 登場キャラクター
登場キャラクターの多くは、原作とほぼ変わらない設定である。そのため詳しいキャラクター設定については各作品のページを参照のこと。

### ガイアセイバーズ
ガイアセイバーズとは終盤で結成されるヒーローたちが所属するチームの名称。本作では石室コマンダーが命名した。

#### 光の巨人（地球）
高山 我夢/ウルトラマンガイア
「ウルトラマンガイアの章」から登場。
アルケミースターズのメンバーで量子物理学の博士号を持つ天才。ガイアの光と出会いウルトラマンガイアとなった。特捜チームXIGにアナライザーとして入隊。根源的破滅招来体から地球と人類を守り、新設されたチームセイバーの一員として烈と協力しながら宇宙犯罪組織とも戦う。地球のみを守ろうとした藤宮博也とは一時対立したが、藤宮が人類のためにも戦う事を決意した後は二人で協力して破滅招来体の最終兵器ゾグを倒した。
ゾグを倒した後は「帝国決戦の章」まで登場しないが、その合い間に藤宮と共に次元転移の研究を行っており、最終決戦で帝王ダイダスを追うために必要な4つの次元転移装置を藤宮と共に開発した。「ガイアセイバーズ」結成の際には自身たちが存在する次元は並行世界であることを悟り、メンバー達に語る。
藤宮 博也/ウルトラマンアグル
「ウルトラマンガイアの章」から登場。
我夢と同じくアルケミースターズのメンバー。人類ではなく地球のみを守ろうとしたため当初は我夢と対立した。しかしそれが破滅招来体の策略だったと知ると、アグルの光を我夢に与え何処かへ消えた。その後廃人のようになっていたが我夢が破滅招来体に連れ去られそうになった際、我夢を救いたいという意思が再びV2と化したアグルの光を手にした。光を取り戻した後は人類を救うためにも行動するようになる。
ゾグを倒した後は「帝国決戦の章」まで登場せず、その合い間に我夢と共に次元転移の研究を行っていた。並行世界の崩壊を問い詰められ戸惑う我夢をフォローして「次元は俺達で変えられる」という一言が勝利につながるきっかけとなる。

#### 銀河連邦警察
一条寺 烈/宇宙刑事ギャバン
「ウルトラマンガイアの章」から登場。
GUARDの特殊部隊リザードの隊員として我夢の前に現れた。その正体は銀河連邦警察に所属する地球区域担当の宇宙刑事。石室コマンダーによって我夢とともにチームセイバーに配属され、破滅招来体や宇宙犯罪組織と戦った。「ウルトラマンガイアの章」が終わってから「帝国決戦の章」までは登場しない。
「ウルトラマンガイアの章」の終盤で一時、我夢と別行動を取るが、光を奪われた我夢と藤宮の危機に助けに再登場。
「帝国決戦の章」ではダイダルゲート破壊任務の中、電、大、早川と共に異次元空間に飲み込まれたが、その際に自身の宿敵である宇宙犯罪組織を壊滅させた。
伊賀 電/宇宙刑事シャリバン
「ウルトラマンガイアの章」から登場。
烈の後輩で、地球区域担当の宇宙刑事。とある事件の際に記憶喪失となり、「リバ」という名前で山奥で少女・ミクの兄として暮らしていた。当初は烈の言葉などにも全く耳を傾けなかったが、ミクと共にバッファローダブラーに襲われた際にミクを守りたいという意思からイガ獅子の導きにより、記憶を取り戻した。記憶を取り戻してからは彼とミクはつながっているという証拠としてイガ獅子のペンダントをミクに手渡し、宇宙刑事としての職務に戻るためにチームセイバーと合流（直後に別任務に付いた烈と同行するため、共闘するのはしばらく後）する。
「ウルトラマンガイアの章」の終盤では烈、早川と共に光を奪われた我夢と藤宮の危機に助けに訪れた。
沢村 大/宇宙刑事シャイダー
「ウルトラマンガイアの章」で一時スポット参戦し、「帝国決戦の章」で再登場した。
烈の後輩で、地球区域担当の宇宙刑事。「ウルトラマンガイアの章」で神官ポーの不思議界に飛ばされた烈と我夢を助けるが、それからは行方不明となったアニーを探すために離別。「帝国決戦の章」ではダイダルゲートの情報をガイアセイバーズに伝えるために再登場、仲間になる。焼結（変身）するシーンは一度しか見ることができない。終盤はバビロスのパイロットとして活躍する。
バビロスの出撃用ドックをGUARDのアイテムショップに改造している。

#### 改造人間
本郷 猛/仮面ライダー1号
「仮面ライダーの章」の序盤から登場。
IQ600、運動神経抜群の天才。ショッカーに捕われ改造人間とされるが大学時代の恩師・緑川教授の救出によって脱走し、人類の自由と平和のために戦う。一文字隼人を救出した際に足を負傷し一時離脱するがすぐに復帰した。一文字と共に悪と戦う。
「帝国決戦の章」で仲間になったハヤタと親しくなり、アミーゴのコーヒーを勧める。
パッケージには新1号の姿で描かれているが、本編ではこの姿にはならない。
一文字 隼人/仮面ライダー2号
「仮面ライダーの章」のショッカー編から登場。
世界を飛び回るカメラマン。本郷がショッカーアジトに潜入した際、改造されかけていたところを救出され以後正義のために戦う戦士となる。
本作では新2号の姿にはならないが、バイクは新2号が使用していた新サイクロンとなっている。
風見 志郎/仮面ライダーV3
「仮面ライダーの章」のデストロン編から登場。
本郷の大学の後輩。家族をデストロンに殺され、復讐のためにライダーになろうとダブルライダーに改造手術を行うよう懇願するが拒否された。その後ダブルライダーを助けるために改造人間分解光線に飛び込んで瀕死の重傷を負ったため、ダブルライダーにより改造を施され仮面ライダーV3となる。
当初は復讐のために戦っていたが、度重なる戦いから成長していき徐々に正義のために戦うようになる。
結城 丈二/ライダーマン
「仮面ライダーの章」のデストロン編から登場。
元デストロンの科学者だったが、大幹部であるヨロイ元帥の策略で右腕を溶かされてしまう。その後、科学者仲間たちに救われかつてショッカーの秘密基地で匿われる中、右手の改造手術を施され、カセットアームを取り付けられた。隠れ家を知ったヨロイ元帥とマシンガンスネークに仲間を殺され、死んだ仲間達の仇として復讐の戦士ライダーマンとなるが、志郎や本郷達との出会いから徐々に正義のために戦う戦士となる。
その後人類を守るためプルトン爆弾に乗り込み被害のない場所で自爆した。爆弾と共に散ったと思われたが、イナズマンの瞬間移動によって救出されており、デストロンとの最終決戦でV3達の救援に駆けつけた。
「キカイダーの章」では、イナズマンに掛けられた嫌疑を解くのに貢献した。
南 光太郎/仮面ライダーBLACK→仮面ライダーBLACK RX
「仮面ライダーの章」のゴルゴム編から登場。
ゴルゴムの創世王を巡る世紀王の運命を背負う青年。ゴルゴムにより肉体改造を施され、脳改造を受ける直前に義父・秋月総一郎によって助けられた後脱走し正義のために戦う仮面ライダーBLACKとなる。親友・秋月信彦との運命的な対峙に苦悩しつつも本郷らと共にゴルゴムと戦い壊滅させた。
ダイダルゲート破壊任務の折にダイダル兵に変身機能を破壊されピンチに陥るが、キングストーンの導きによる奇跡から仮面ライダーBLACK RXとして生まれ変わる。本作の中で数少ないバージョンアップキャラだが、本作ではクライシス帝国は登場しない（但し、エンディングにおいて、光太郎がクライシス帝国と思われる脅威が襲来する気配を感じ取る描写が存在する）。

#### 人造人間
イチロー/キカイダー01
「仮面ライダーの章」のショッカー編でスポット参戦し、「キカイダーの章」で再登場した。
ハカイダー部隊が動き出したのに反応して仁王像の中から目覚めた。ジローとは違い太陽光をエネルギーとして陽のある限り戦うことが出来る。シャドウを裏切ったマリや弟のジロー、超能力者の渡五郎らと共にシャドウや新人類帝国と戦い、ライダー達と協力して新人類帝国を壊滅させた。
ジロー/キカイダー
「キカイダーの章」から登場。
不完全な良心回路を持つイチローの弟。「キカイダーの章」開始時より3年前に秘密結社ダークを倒している。
仮面ライダー達がショッカーやデストロンと戦っていた同じ頃、精神を強くするための修行に明け暮れていた。一度はハカイダー部隊に操られイチローと戦う羽目になったが、洗脳が解けた後はイチロー達と協力する。
マリ/ビジンダー
「キカイダーの章」から登場。
元はキカイダー01抹殺のためにハカイダー部隊より送り込まれた人造人間。しかし自身を「お姉ちゃん」と呼び慕う人間の子供に心を開きかけ、幾度かの戦いの末、イチローに良心回路を埋め込まれ正義の人造人間に生まれ変わった。その後イチローたちと共にハカイダー部隊、新人類帝国と戦う。

#### 超能力者
渡 五郎/イナズマン
「キカイダーの章」から登場。
イチローがある町で出会ったジローそっくりの青年。その正体は超能力者であり、新人類帝国と戦うイナズマンであった。
「キカイダーの章」でイチロー達と共にハカイダー部隊、新人類と戦い、ライダーと協力して新人類帝国を壊滅させた。超能力者としての能力を活用して、瞬間移動でパーティから離れ単独行動したり縦横無尽に活躍する。「仮面ライダーの章」のデストロン編でライダーマンを救ったのも彼である。
戦闘の際、最初はサナギマンとして出動し、1ターンかけてイナズマンに変身する。
なお、本作では猛や隼人達仮面ライダーがデザインに変化が見られないように、彼もイナズマンFには進化しない（それに伴い、デスパー軍団も存在しない次元となっている）。
なお、戦闘の際にサナギマンである間はコマンド入力次第で溜まるBCのポイントが通常の2倍になる。

#### 光の巨人（M78星雲）
ハヤタ/ウルトラマン
「帝国決戦の章」から登場。
パラレルワールドから迷い込んだという役回りで登場する（服装も『ウルトラマンタロウ』において着用していたものである）。本来の次元では科学特捜隊に所属していた。
我夢達の次元へ訪れてすぐに工業団地で暴れていたペスターを倒した。それから我夢と藤宮の勧誘を受けガイアセイバーズに仲間入りする。また、前作に続いて本作でもガイアセイバーズの隊長を務める。
烈達宇宙刑事が宇宙犯罪組織と戦っている間にダン、郷と共に怪獣・モキアンを倒した。
モロボシ・ダン/ウルトラセブン
「帝国決戦の章」から登場。
ハヤタと同様、本来の次元ではウルトラ警備隊に所属していた。
烈達宇宙刑事が暴れ回る赤い戦士（偽ウルトラセブン）を捜査するために訪れた際、敢えて追い払おうとしたが、偽セブンを操るサロメ星人の策略で基地爆発寸前の窮地に陥った烈達を救うために変身。宇宙刑事と協力して偽セブン軍団を倒した。それから烈の他、ガイアセイバーズに先駆けて所属したハヤタ、郷に勧誘を受けガイアセイバーズに仲間入りする。
マン、ジャックとの合体技「S（スペシウム）アイスラッガー」は、アイスラッガーにスペシウムエネルギーとエメリウムエネルギーを集めて敵に放つ必殺技であり、その威力でスーパーバルタンの特殊装甲を打ち破っている。
郷 秀樹/ウルトラマンジャック
「帝国決戦の章」から登場。
ハヤタとダン同様、本来の次元ではMATに属していた。
偶然知り合った早川と協力して卵から孵ったツインテールとそれを追うグドンを倒した。それから早川の勧誘によってガイアセイバーズに仲間入りする。

#### その他のヒーロー
早川 健/快傑ズバット
「ウルトラマンガイアの章」でスポット参加し、「キカイダーの章」を除いた全ての章に登場。
さすらいの私立探偵として各章に現れ、ヒーローたちを颯爽と助ける。終盤ではガイアセイバーズに所属。本作は宇宙犯罪組織も相手にするため、日本一の男から宇宙一の男になっている。ストーリーにはあまり関わらないが、その分登場の度にムービーが流れたりと演出は凝っている。風見志郎/仮面ライダーV3との絡みでは、どちらも宮内洋が演じていることから、そっくりさんネタが多い。
「ライダーの章」では主にショッカーやデストロンに拉致された科学者の救助を探偵の仕事として行っている他、アンチショッカー同盟への連絡係も担った。
ガイアセイバーズ結成の際、「どこかで聞いたような…」、バビロス艦内では「以前にもバビロスに乗ったことがあるような…」と反応したことから、早川はあらゆる時空を彷徨っていることが示唆されている。
マシンマンの隠しストーリー2話目（マシンマンを仲間にするための最終フラグ）で登場して、マシンマンを今後の戦いに協力を頼む以前に、テンタクルの策略でにはまり、くしゃみが止まらなくなる焼き芋を食べてしまうなど、日本一の男の情けない描写が見られる。
ストーリー中、全く面識のなかったイチロー達人造人間チームを誘い出したことから、かつて自身が助けたライダーチームとの面識が連なってジオベースに訪れたことがうかがえる。
高瀬 健/星雲仮面マシンマン
「仮面ライダーの章」で登場する隠しキャラクター。
卒業論文のために地球にやってきたアイビー星人の大学生。本名「ニック」。彼が主役のシナリオは2本あるが、ストーリーにはほとんど関わらないゲストキャラである。その分演出は凝っていて、変身の度にドルフィンがマシン空間ハイウェイを通ってくるシーンと、ニックがマシンマンに変身するシーンのムービーが流れる。
「ライダーの章」で木原市に2回訪れ、イベントを起こさないと「帝国決戦の章」で仲間にならない。

### 悪側の主要人物
ヒーローと同様、原作とほぼ同じ設定のためここでは本作独自の設定を持つキャラクターについて記載する。

#### 「ウルトラマンガイアの章」から登場
根源破滅天使ゾグ
「ウルトラマンガイアの章」の最終ボス。藤宮は破滅招来体の最終兵器だと推測。
ガイアとアグルの光を失わせた後に暴れまわったが、二人の勝利への希望により光を甦った際に対峙。第一形態の女神のような姿の次にはより強力な魔物と化すが、ガイアとアグルの巨人、XIGのチームハーキュリーズ、ミズノエノリュウの協力によって消滅させられる。
ハンターキラー
かつて銀河連邦警察の宇宙刑事であったが、組織を裏切って宇宙犯罪組織「マクー」の幹部となった。
「ウルトラマンガイアの章」ではミズノエノリュウを復活させて地球壊滅を目論んだり、卑劣な作戦を繰り出した。
「帝国決戦の章」では彼らの存在する次元に飛ばされた烈達宇宙刑事と戦うが、敗北。ダイダルに利用されていたことを知らずに命を落とした。
なお、マクーの首領ドン・ホラーは登場しない。
サイコラー
エスパー犯罪組織「マドー」の首領である魔王サイコの分身体という設定だが、本作ではサイコが登場しないため、幹部の一人として登場。
マクーのハンターキラーやフーマの神官ポーと結託して地球制服を目論んだが、「帝国決戦の章」で烈達に倒される。
Dr.ポルター
エスパー犯罪組織「マドー」の幹部の一人。
サイコラーと共に他の犯罪組織と結託したが、「帝国決戦の章」で烈達に倒される。
神官ポー
不思議界「フーマ」の幹部の一人。
ハンターキラーたちと結託して地球征服を目論んだが、「帝国決戦の章」で烈達に倒される。
なお、フーマの帝王クビライは登場しない。
ダイダル兵
本作オリジナルの悪の組織ダイダル帝国の戦闘員。ハカイダー部隊の様な人造人間とは異なり、人の心すらあるのではないかと言われている機械生命体。「ライダーの章」を除く全編で暗躍する。
「ウルトラマンガイアの章」では結託した宇宙犯罪組織の作戦に協力した他、終盤においてウルトラマンを洗脳せんと変身能力を失った我夢やカイザードビシの出現から避難していた人々を襲撃している。「キカイダーの章」ではダイダルの傘下であるハカイダー部隊や新人類帝国の部隊に所属している者や、首領（帝王）から見放されていたゲルショッカーの工作員（戦闘員より階級が下）として行動する者もいた。
個体ごとに武装やボディの造り等、様々なバリエーションがあり、喋り方も無機質な機械らしい音声を出す者もいれば、人間の様に淡々と話すなど個性がある他、「帝国決戦の章」では破壊された一部のダイダル兵が人の手によって修復され、シューと呼ばれて山奥の村で平和に暮らす等、これまでの戦闘員らに例の無い姿を見せている。

#### 「仮面ライダーの章」から登場
死神博士/イカデビル = プロフェッサーK
日本支部長を務めるショッカーの大幹部。
自分の部下がライダーに敗れ去ったことを機に、自身がイカデビルと化して特技の「ライダーキック返し」で一度は1号に勝利を収めた。立花藤兵衛を自分のコーチにしてトレーニングをしていたが、自分の弱点が頭であることを喋ってしまい、それが敗北の原因となった。
マシンマンのイベントをライダー編で死神博士が生存している間に起こした場合、ランチでスペイン料理店の食べ歩きと称して基地を抜け出し犯罪組織テンタクルの首領プロフェッサーKとなり、大嫌いな子供に悪戯をするため様々な作戦を決行する。最終的にはテンタクルのロボット怪人も対仮面ライダーの戦力に取り入れる計画だったが新たに現れたマシンマンによって次々と敗北し、頓挫した。
死神博士が死亡した後でマシンマン関連イベントを起こしてもプロフェッサーKとしてエンディングに登場する。
狼男
ショッカーの怪人。ショッカーのトレーニングルームのリングで戦闘員と格闘しているが、直接ライダーと戦うことはない。
ゾル大佐の怪人体かどうかは不明（ゾル大佐は本作には登場しない）。
地獄大使/ガラガランダ
ショッカーの大幹部。仮面ライダー撲滅を目的の人質作戦を達成させるために自ら囮となってアミーゴの周囲と親しげになって装った。その後、人質作戦が成功して仮面ライダーをおびき寄せるも結局敗北する。
なお、原作では彼の死亡後にゲルショッカーが台頭するのだが、本作ではデストロンが台頭する。
ショッカーライダー
ショッカーの精鋭部隊。No.1-No.6までの、計6人で編成される。
仮面ライダーそっくりの外見で市街地を荒らし、一時的に仮面ライダーの信用を失墜させた（被害に遭った街では、住民が仮面ライダーのみならずオートバイに乗る者を例外なく排斥していた）。
原作ではゲルショッカーに属するブラック将軍の配下であったが、本作では地獄大使の配下として登場した。
6人の内、4人はダブルライダーに倒され、残った2人は逃亡したところをデストロンのハサミジャガーによって粛清された。
原作未登場だった固有の怪人能力を持つという特性を必殺技で再現された。しかし放った当人自身らも危険だったり無理をして息が上がるなど何故かコミカルな姿が導入されている。
ヨロイ元帥/ザリガーナ
デストロンの大幹部で日本支部長を務めている。
参謀への昇進をエサにマシンガンスネークを懐柔し、自分の地位を脅かす結城丈二に反逆の罪を着せる。以後も仮面ライダー、特にライダーマン（結城丈二）の弱点を突いた作戦を考案してはライダー達を苦しめてきた。
最終決戦でライダー達を罠に嵌めて勝ち誇っていたが死亡したと思われていたライダーマンに阻止され、本人はその事実を知らないまま、度重なる失敗を追及され首領に処刑された。
ライダー系の敵幹部で、何故か彼だけ顔アイコンが未作成。
秋月 信彦/シャドームーン
「仮面ライダーの章」の最終ボス。
光太郎の最大の親友であり、同じ世紀王の宿命を持つBLACKを目の敵にして創世王の座を狙う最大のライバル。
創世王に仕えてはいるものの、三神官に対する接し方・扱いはぞんざいである。一時はBLACKとの一対一で勝利するが、光太郎への友情をふと思い出し、敢えて殺さず海へ投げ飛ばす。その後、クジラ怪人の犠牲で甦ったBLACKとゴルゴムとの最終決戦で対峙。正義の心に燃えたBLACKに敗北。ゴルゴム本拠地が崩壊する間際に信彦の心を完全に取り戻し、光太郎に別れを告げて死亡。
本作ではクライシス帝国が存在しない次元となっているため、彼も復活することはない。
丹張市の付近にある隠しダンジョンに出現するので、パーセルで捕獲可能である。
大神官ダロム
暗黒結社ゴルゴムの大幹部で、三大怪人のリーダー格。
ゴルゴム神殿にて再生怪人軍団（ショッカーやデストロンの怪人も紛れている）を率いて仮面ライダー達を待ち受ける。
最終決戦においてゴルゴム神殿で再生怪人軍団を繰り出して戦線に向かったが、本郷達に倒される。
ダロムの「怪人など使い捨てだ」という発言が、クジラ怪人が裏切るきっかけとなり、それがゴルゴム滅亡の原因となった。
大神官ビシュム
暗黒結社ゴルゴムの大幹部で、三大怪人の紅一点。
部下には優しい気質だが、クジラ怪人がゴルゴムに叛意ありと知り、BLACKともども抹殺しようとしたが、本郷達の協力を得たBLACKに倒される。
大神官バラオム
暗黒結社ゴルゴムの大幹部で、三大怪人の一人。
こうもり男を連れて行方不明となったBLACKを探しており、後にBLACK復活に貢献していたクジラ怪人を殺すが、それがBLACKの怒りを買ってしまい、こうもり男もろとも倒される。
剣聖ビルゲニア
世紀王になり損ねたことからBLACKとシャドームーンを逆恨みしている。
シャドームーンが復活する前に創世王を騙してサタンサーベルを自在に操り、ライダー達を苦境に陥れた。しかし、シャドームーンが目覚めてからはサタンサーベルをあっさり取り戻されてしまい、最期は世紀王であるシャドームーンに殺される。
こうもり男（ゴルゴム）
ゴルゴムに属するショッカー怪人。本作では同型の怪人が量産されているため、死神博士の命を受けて仮面ライダー1号に挑戦した「こうもり男」と同一人物かは不明。
仮面ライダーBLACKの遺体捜索の指揮を取る（『仮面ライダーBLACK』におけるコウモリ怪人の役回り）。BLACKがクジラ怪人に救助されたことを知り、大怪人バラオムに従ってクジラ怪人を殺したが、海の生体エキスによって復活したBLACKの怒りを買って倒される。

#### 「キカイダーの章」から登場
ジャイアントデビル
「キカイダーの章」の最終ボス。
ハカイダーたちが奪った設計図によって完成された新人類帝国の最終兵器（原作漫画で登場する最終兵器）。最初は帝王バンバによって操られ、後に踏み潰されたバンバに代わって真の帝王の念力によって操られたが、協力した人造人間チームとライダーチームによって破壊される。
ハカイダー（ギルハカイダー）
ハカイダー部隊のボス。「キカイダーの章」ではダークは壊滅した設定のため、プロフェッサー・ギルの脳を搭載して甦った。本作では帝王バンバの傘下に入りながらジャイアントデビルの設計図を狙う。特殊技「ギロチン落とし」は強力。なお、部下であるレッド・ブルー・シルバーのハカイダー三人衆の特徴的な笑い声はボイス付きである。
本作では異常な位に生命力が高く、悪運が強い。一度目はワルダーを犠牲にしたことでビジンダーの怒りを買って呆気なく破壊され、二度目は人造人間チームとライダーチームに敗北して身動きをとれなかった際、バンバに処刑され、三度目は「帝国決戦の章」でガッタイダーと化して人造人間達に復讐に挑むも敗北するという、「ようやく終わったか」とプレイヤーを苛立たせてしまうようなしつこさを見せた。
なお、部下であるシルバーハカイダーは銀エビに変身して「仮面ライダーの章」でギルハカイダーに先駆けて登場する。
殺し屋ワルダー
新人類帝国に仕える侍をモチーフとした人造人間。
TV版のハカイダーのような正々堂々とした一騎討ちを望む戦士で、卑怯な戦法や手段を一切嫌う。
善悪の判断がとれないため、犬を善悪の判別するものとして苦手意識を持つ。ビジンダーを愛する故に、彼女が手にした爆破機能付きの設計図を敢えて奪い、爆発の犠牲となって死亡。
帝王バンバ
新人類帝国の親玉。イナズマンを凌ぐ程の超能力を使う大敵。人類ミュータント化を目論み、五郎の母・シノブを我のままにしてミュータント化した。ジャイアント開発に成功し、自身がジャイアントデビルに搭乗して機動させるも、人造人間チームとライダーチームに敗北。その後も自身の力で蘇ろうとするが、謎の存在である真の帝王（後の帝王ダイダス）の念力によって操られたジャイアントデビルに踏み潰される。
今作ではギルハカイダーを手先としているため、『キカイダー01』に登場する大犯罪組織シャドウの総帥である、ビッグシャドウの台詞も喋っている。
渡 シノブ/バラバンバラ
渡五郎の母であるが、新人類帝国に身を寄せ「バラバンバラ」としてイナズマンと戦うことになってしまうが、後に新人類帝国の攻撃からイナズマンを庇い死亡する。

#### 「帝国決戦の章」から登場
ブラック将軍/ヒルカメレオン
元ショッカーの大幹部であり、ゲルショッカー創設者。デストロン壊滅後、ゴルゴムや新人類帝国暗躍の陰でゲリラ組織としてゲルショッカーを結成し、仮面ライダーへの復讐を企むが、結果的に敗北。事実上ライダーチーム全ての敵組織は彼の死によって完全壊滅した。
なお、ライダーの章ではヒルカメレオンがゴルゴムに所属していたが、本作では同型の怪人が量産されているため、ブラック将軍本人がゴルゴムに参加していたのかは不明。また、本作ではショッカー残党のためか彼以外のゲルショッカー怪人は登場していない。
バルタン星人
ウルトラマン達の宿敵。本作では丹張市に住み付き、人間達を強制労働させている。ボス格は強化改造を受けており、必殺技を全く受付けないスーパーバルタンとなってヒーロー達の前に立ち塞がったが、ウルトラマンやセブンの合体攻撃「Sアイスラッガー」の威力に耐えられず、特殊装甲を破られ、ウルトラチームとバルタン星人の情報を知っているギャバンに倒される。
帝王ダイダス
本作の最終ボス。本作におけるショッカー･デストロン首領の正体でもあり、自身を「デルタ7」と名づけた創造主から破棄された過去を持ち、それがきっかけで、人間に憎しみを抱く。
昭和ウルトラマン、宇宙刑事、キカイダー、ズバットの戦いの途中、これらのキャラクターと共に次元を移動してこの世界にやってきた。この世界にやって来た後、ダイダル帝国を率いて密かにヒーロー達と戦いながら、ヒーローと悪の組織が戦った際に生まれた負のエネルギーと破滅招来体を取り込んで、元の次元に戻るためにワームホールを作る能力を得ていた。本拠地に乗り込んできたヒーロー達の前でワームホールを使い逃亡するが、我夢と藤宮の作った次元転移装置を使い追ってきた4人のヒーロー達に倒された。彼とは5回連続で戦うのだが、3戦目が一番強く、1撃で2000程度のダメージを喰らい即死ということもあり得る。
5回戦が終了した後、最終的に本来持っていた善の心を取り戻して消滅した。

### その他のキャラクター
Mr.カーダー
前作にも登場。本作ではアルケミースターズの一員として登場。初登場した際、我夢に本名である塚田と言われる。
ストーリーには関わらず、話し掛けるとカードがもらえる。最初はエリアルベース（特捜チームXIGの基地）内にいるのだが、4枚目では総合医療室でごっつい看護婦さんを装ったことで妙な噂になってしまったため、5枚目までカードをもらうとエリアルベースからいなくなり、以後はいろいろな町やダンジョンに現れる。
我夢曰く彼の特技は「かくれんぼ」だが、本人は「忍法雲隠れの術」と言い張っており、カードを与えた後は何処へと消える。カードは取り忘れてもダイダルゲート破壊編でガイアエリアにあるMr.カーダー秘密基地というダンジョン内で入手できるが、最後の一枚であるヒーロートレカZは自然的にも秘密基地でも手に入らず、カードの割合が96%であった場合のみ帝王ダイダスを倒した後のMr.カーダーの部屋まで貰えない（カードを見納められるようにセーブもその場で可能）。
石室コマンダー
XIGの司令官。ガイアの正体が我夢だと序盤から気づいており、チームリザードに所属する烈と共に新設部隊チームセイバー行動するよう指示した。
本作では石室コマンダーによって「ガイアセイバーズ」が結成された。
佐々木 敦子
XIGの隊員で、オペレーション担当。最初は隊員としての自覚が甘い我夢を見下していたが、その嫌悪感は徐々に薄れていき、原作以上に想いを寄せるようになる。
エリアルベースの彼女の部屋には監視カメラが設置されており、入ってもすぐに追い出される。
吉井 玲子
藤宮との面識があるニュースキャスターで、孤独な藤宮の正体を知る数少ない理解者。「ガイアの章」の後半で死神によって藤宮をおびき寄せる人質となったことも。巨人たちがゾグと戦い終わってからも職業は続けており、ライダーの章ではニュースにおいて悪の組織による事件を伝えたりした。
緑川教授
本郷の大学時代の恩師。IQ600以上、スポーツ万能の本郷の情報をショッカーに教えた張本人だが、その責任を感じて改造手術を施された本郷を脳改造が施される直前に助けるが、蜘蛛男に殺されてしまう。
本作では娘のルリ子（『仮面ライダー』第1-13話に登場したヒロイン）は登場しない。
葉山 真紀
木原市で週刊ヒットのカメラウーマンを務める女性。テンタクルの悪事の第一目撃者となっては大抵捕まって人質にされる。
立花 藤兵衛
猛や隼人たち仮面ライダーにとっては善き協力者であり唯一、親的存在として接する人物。通称「おやっさん」。彼の淹れたコーヒーは猛達どころか、彼らをおびき寄せる囮となった地獄大使さえも気に入っている。
抜群のコーチングセンスは敵である死神博士も見込んでおり、一時はショッカーのコーチにさせられたが、逆上したイカデビルによって投獄された。
滝 和也
対ショッカーを目的とするFBI捜査官の一人でライダーチームの協力者。本作では美人に弱い設定になっており、キカイダーの章でマリにベタ惚れする。
珠 純子
登山をしていた際、デストロンの悪事を目撃してハサミジャガーに襲われていた女性。偶然オートバイの練習を積んでいた志郎に救われたが、後に彼女を助けたことが志郎が家族を失う原因となる。本作では出番が少なく、そのため、弟のシゲルも登場しない。
秋月 総一郎
信彦と杏子の実父で、光太郎の育て親。自身の軽い考えが光太郎と信彦が世紀王となる原因だと悔やみ、記憶が消される前に光太郎だけを逃すことに成功。光太郎にゴルゴムの全てを話した直後、クモ怪人によって殺される。
秋月 杏子
ゴルゴムの世紀王・シャドームーンこと秋月信彦の妹。原作ではゴルゴムからの襲来に備えて海外へ渡っていったが、本作ではゴルゴム壊滅後も喫茶アミーゴで働いていることがうかがえる。
紀田 克美
ゴルゴムの世紀王・シャドームーンこと秋月信彦の恋人。光太郎と信彦の対立関係を知って一時はショックを受けたが、最終的には信彦への想いを断ち、正義の心に燃える光太郎を支えた。
バトルホッパー→アクロバッター
世紀王のみが乗りこなせるという生命搭載型バイクで、BLACKのために度々活躍を果たす。ゴルゴムとの最終決戦でシャドームーンに破壊され大破したが、後に立花藤兵衛によって修理される。「帝国決戦の章」でBLACK RXへ進化したと同時にアクロバッターへ進化する。
クジラ怪人
ゴルゴムの怪人。自身の故郷である海をゴルゴムから守ってもらいたいゆえに、ビシュムが企んだ仮面ライダーの人質で敢えて助ける。直後、ビシュムの怒りを買い、重傷を負わされたが、BLACKによって海へ戻される。
シャドームーンとの戦いで瀕死の状態であった光太郎を発見し、懸命に海の生体エキスを与えていたが、それを見つけた大怪人バラオムとコウモリ男によって殺された。原作でのゴルゴム怪人は鳴き声のみで喋ることはないが、本作ではビギナープレイヤーのために喋る。
服部 半平
『人造人間キカイダー』に登場したへっぽこ探偵で、自称「忍者服部半蔵の子孫」。愛称は「ハンペン」。帝国決戦の章で同じく探偵である早川に協力して光の巨人を探そうとしていたが、巨大怪獣出没の恐れがあると早川に忠告されて、光の巨人を探すのを中断する。なお、本作ではジローと接触することはない。
ミク
ゲームのオリジナルキャラクター。ガイア編の後半で記憶喪失となっていた電を生き別れの兄と思い込んで「リバお兄ちゃん」と呼んで慕っていた。自分が住んでいる村にバッファローダブラーが出現した際、記憶を取り戻しダブラー達を追い払った電と離れるが、彼から貰った「イガ獅子のペンダント」を大切に、兄との再会を信じ続ける。最終決戦後、宇宙刑事達の協力で本当の兄と再会する。
帝国決戦編で早川が伊賀乃村に光の巨人の捜索に来た際に「等身大の赤い戦士（シャリバンのこと）」が大好きと発言するが、早川は自分も赤いスーツを着ているため、自分が好きなのかと勘違いしてしまう。
ナレーター
仮面ライダーの章から台詞の枠に流れるようになるナレーション。黄色い文字で表示される。時には『仮面ライダー』の中江真司風に、時には『キカイダー01』の岡部政明風に、そして時には『星雲仮面マシンマン』の小林修風の口調で喋ることも。

## 前作からの変更点
主人公
前作では主人公が存在したが本作ではおらず、各章はその章を代表するヒーローを軸としてストーリーが展開する。
バスターカプセル
戦闘の際に使用するシステム。ヒーローたちは通常のRPGと同じく、レベルを上げることによってより強力な必殺技を修得するが、このバスターカプセル（攻撃で2、特殊攻撃で1、防御で3溜まるカプセル。最大は10）を装備し最大まで溜めると、まだ覚えていない必殺技も使えるようになる。「空カプセル」を装備してゲージを溜めて作成する。また既に習得している技をバスターカプセルで使用すると、相手の属性を無視して必ずクリティカルヒットを出すことが出来る。ヒーローたちはこれを最低1個装備しており（我夢のみ2個）、本作では戦闘中に装備を付け替えることが可能。
顔グラフィック
前作の顔グラフィックは役者の顔をデフォルメしたアニメ調のイラストであったが、アニメ作品が登場しないこともあってか、本作では役者の顔に忠実に描かれたものとなっている。
変身シーン
前作ではヒーローの変身シーンは、テレビシリーズの映像を使った実写映像であったが、本作ではプレイヤーが操る3Dキャラクターがそのまま変身シーンを再現している。
ウルトラマンの戦闘
前作でのウルトラマンたちは戦闘開始時はまず戦闘機から始まり、変身することでウルトラマンになれたが、本作では戦闘開始時からウルトラマンの状態である。
バビロス
バビロスはシャイダーの所有する超次元戦闘母艦。本作では各エリアを唯一行き来できる移動手段として終盤に登場する。コックピットでシャイダーに話し掛けると各エリアへの移動。アニーに話し掛けると未破壊のダイダルゲートの位置を教えてもらえる。ダイダル帝国の本拠地に乗り込むためにも使用された。
パーセル
パーセルとは『ウルトラマンガイア』に登場した怪獣を操ることができる装置である。本作ではアイテムとして登場し、戦闘中に敵キャラクターに使用することで一定の確率で仲間にすることができる。仲間にできるのは一体だけであり、別のキャラクターを仲間にすると既に仲間にいたキャラクターはいなくなる。通常はいわゆるザコキャラクターしか仲間にできないが、伝説の洞窟やオメガの洞窟で使うことにより名のある有名なキャラクターもある程度なら仲間にできる。
オメガの洞窟
ライダーエリアに属する流れ星の弾丸・オメガが拠点とするダンジョン。
なお、オメガとは劇場版『宇宙刑事シャイダー』に登場したキャラクター。
複雑な洞窟を進んでいくことで彼と出会うと戦闘となり、一度勝利することで次の戦闘では武器が一つずつ増え、より強くなる（その反面、会う度にプレイヤーに負け惜しみを言う）が、最終的には四回目で完勝となる。
洞窟の最深部まで進むと巨大なアイテムボックスから現れ、自分が「真の褒美」だという（パーセルで捕獲しろとの事）。
謎の洞窟
ライダーエリア、キカイダーエリアの二つに属するダンジョン。ショッカーの首領と思われる者が経営しており、戦いたい敵部隊（ショッカー、宇宙犯罪組織など）を選択し、ワープゾーンへ行くと、ダンジョンで普段現れないような敵（イカデビル、ハンターキラーなど）が出現する。
その洞窟にいる老人の話によれば、マシンマンの敵・テンタクルの怪人達はゴルゴムに属するらしい。
謎の洞窟2
ガイアエリアの隠しエリア・丹張市の付近に属するダンジョン。敵組織の選択はなく根源的破滅招来体が頻繁に出現する。また、唯一のライダー系の敵キャラクターとして、シャドームーンが登場することもある。
前者と同じく、ショッカーの首領と思われる者が経営しているが、当人によれば兄弟らしい。

## 攻略本
- 『プレイステーション必勝法スペシャル スーパーヒーロー作戦 ダイダルの野望』勁文社。ISBN 978-4766936858。